# 부산영상후반작업시설
부산영상후반작업시설(Busan Post Lab)은 부산광역시 해운대구 센텀7로 6(우동)에 위치한 시설이다. 국내 최초 종합 후반작업시설로 2009년 2월 개관해 2019년부터 부산영상위원회(Busan Film Commission)가 위탁운영을 맡았다.

## 개요
- 첨단시설과 최고의 기술력을 갖추고 있는 부산영상후반작업시설(Busan Post Lab)은 센텀시티부지 내 지하1층, 지상4층의 규모로 부산영상위원회와 할리우드필름레코드가 공동 출자하여 주식회사 AZ웍스가 맡았다.
- 2010년 4월 7일에 최대주주를 할리우드필름레코드에서 다휘로 바뀌어었다

## 시설
- 디지털 색보정, 컴퓨터 그래픽, 디지털 마스터링 등 후반작업에 필요한 거의 모든 공정이 가능하다.
- 2020년 11월에는 부산영상후반작업시설 1층에 222평(735.4m2) 규모로 부산지역 최초의 사운드 후반작업 시설, 부산사운드스테이션(Busan Sound Station)이 개소했다.
- DVS SAN시설을 구축하여 실시간으로 멀티 네트워크 작업이 가능하며, 부산과 서울간 백본 네트워크 구축으로 시간과 비용을 획기적으로 줄일수 있다. 또한 내부에는 실제 영화관과 동일한 상영관이 위치하고 있어 작업한 결과물을 정확하게 판단하여 오차를 최대한 줄일 수 있다.

## 주요 작품
- 《박쥐》(박찬욱)
- 《마더》(봉준호)
- 《전우치》(최동훈)
- 《검은 머리》(이만희)